# Mott (Dakota du Nord)
Pour les articles homonymes, voir Mott.
La ville de Mott est le siège du comté de Hettinger, dans l’État du Dakota du Nord, aux États-Unis. Sa population, qui s’élevait à 721 habitants lors du recensement de 2010, est estimée à 724 habitants en 2019.

## Histoire
La communauté fut fondée en 1904 par des colons germanophones et la paroisse fondée par Mgr Vincent Wehrle la même année.
L’origine du nom de la localité est incertaine : le nom viendrait soit de Lillian Mott, la secrétaire du promoteur de la ville, soit de C. W. Mott, un employé du chemin de fer.
Mott dispose d’un bureau de poste depuis 1904.

## Démographie
| 1920 | 1930  | 1940  | 1950  | 1960  | 1970  |
| ---- | ----- | ----- | ----- | ----- | ----- |
| 723  | 1 036 | 1 220 | 1 583 | 1 463 | 1 368 |

| 1980  | 1990  | 2000 | 2010 | - | - |
| ----- | ----- | ---- | ---- | - | - |
| 1 315 | 1 019 | 808  | 721  | - | - |

## Climat
Selon la classification de Köppen, Mott a un climat continental humide, abrégé Dfb.